# Bifrostorden
Bifrostorden är ett svenskt ordenssällskap, grundat 1 april 1925 I Stockholm av Harald Åkerberg, Per Henning Sjöblom, F. Larsson och C.E. Kinman. Orden organiserar omkring 3 000 ordensbröder. Ordens ceremonier och ritualer är hemliga för utomstående, men Bifrostordens syfte och ideologi är publik:
- Främja en sund livsåskådning
- Bereda ledamöterna tillfälle till sällskaplig samvaro
- Bedriva hjälpverksamhet[1]

Detta betyder konkret att orden i sin verksamhet vill försöka ge sina bröder lust till personlig utveckling, förmåga till eftertanke, ökad självkänsla, stärkt socialt medvetande samt att orden i sin hjälpverksamhet ska bidra till en mänskligare tillvaro för ordens bröder och våra medmänniskor, samt att ekonomiskt stödja projekt av kulturell eller medmänsklig art. Detta sker genom donationer från enskilda loger men även hjälpinsatser från centrala stiftelser som exempelvis Fred Norinders och Ruby och Lars Ullmans stiftelser.
Det finns även en till dem knuten kvinnlig organisation, Bifrostdamernas Riksorganisation (BDR).

## Historia
Grundarna samlades i Örebro den 12–14 december 1924 för att diskutera den gemensamma idén, att bilda ett Ordenssällskap. Vid mötet beslutades att konstituera en kommitté för att bilda ett ordensskällskap. Man beslöt också att vända sig till författaren K.G. Ossiannilsson för att få hjälp med att skriva ritualen. Först skulle landskapsloger för graderna I – VI bildas.
Utöver landskapslogerna skulle det bildas provinsialloger i residensstäderna och dessa loger skulle få mandat att ge graderna VII och VIII. Grad IX var tänkt att ges i någon av de sju planerade storlogerna, fördelade över landet. Ordens tionde grad skulle utgöra Riksloge och vara Ordens högsta ledning. Antalet ledamöter i grad X skulle begränsas till trettio.
Kinnman och Sjöblom fick uppdraget att skriva till författaren Ossiannilsson med en förfrågan om författaren kunde hjälpa oss med att ”författa ritualen till de ceremonier, varunder ordens sammankomster och intagande av nya medlemmar skulle försiggå”.
Kinman och Sjöblom träffade Ossiannilsson på Frimurarhotellet i Linköping. Efter möte skrev Ossiannilsson att han bland annat föreslog att Orden skulle heta Regnbågen där färgerna i regnbågen skulle symbolisera de sju kardinaldygderna.
Beställarna svarade med att de accepterade hans förslag och författaren svarade då något senare att han satt rekord i hastighetsåkning per skrivmaskin och var beredd att inom någon vecka ha manuset färdigt.
Namnfrågan var dock ett bekymmer eftersom beställarna ville ha ett heltäckande namn. Man arbetade med olika förslag. Det var först i instiftelsebrevet som namnet Bifrost dyker upp för första gången. Sju är regnbågens färger, kardinaldygderna är sju och med sju bokstäver måste alltid det ord skrivas, som skall ges till namn åt kommande Bifrostloger.
Bifrost är dessutom namnet på regnbågen i den fornnordiska gudasagan. Under knappt fem månader hade de fyra eldsjälarna Åkerberg, Sjöblom, Larsson och Kinman arbetat fram ett komplett underlag för ett nytt ordenssällskap. Även med dagens kontaktresurser, som e-post och andra kommunikationsmöjligheter, skulle detta bedömas som en prestation och den blir naturligtvis inte mindre med tanke på den tidens förutsättningar.
Den 1 april 1925 hölls så Ordenssällskapet Bifrostordens konstituerande sammanträde på Stallmästaregården i Stockholm. Stiftelseurkunden för Ordenssällskapet Bifrost, upplästes, godkändes och undertecknades.

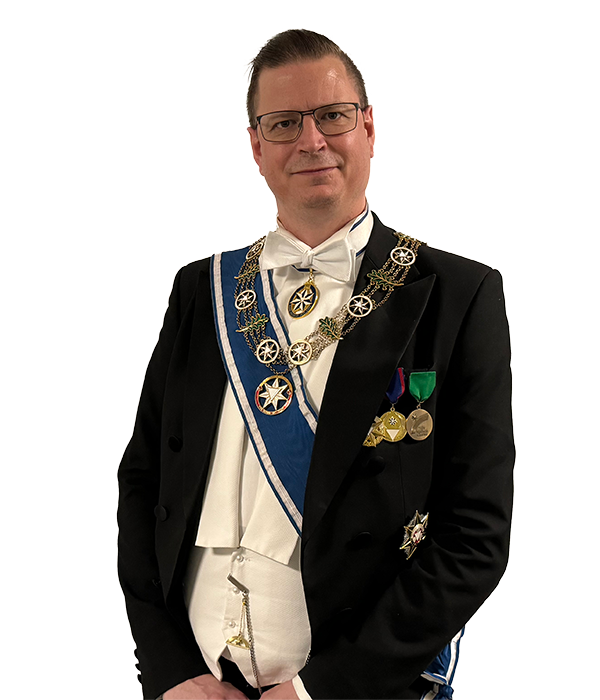
Tomas Lindkvist, Ordens styrande mästare sedan 2022.

## Ledamot
Ordenssällskapet är öppet för män ur alla samhällsklasser, oberoende av etnisk härkomst, religion och politiska ställningstaganden. Krav för inträde är att man rekommenderas av någon som redan är ledamot, samt att man själv är känd för "redbar och aktningsvärd vandel".
En av ordens kännetecken är dess strikta klädsel. Samtliga bröder bär svart kostym med svart slips eller svart frack. Detta för att understryka jämlikheten och broderskapet i orden.

## Ritualarbetet
Orden arbetar i tio grader. När man inträder i orden upptas man i Grad I, för att sedan med tiden och efter att ha passerat mellanliggande grader, kan recipiera i Grad IX. Grad X är ordens högsta grad vilken endast kan innehas av en procentandel baserat på det totala antalet ledamöter i orden.
Varje grad har en till sig bunden ritual, vilken på olika sätt pålyser ordens budskap. På sin vandring genom graderna får ledamoten allt mer insikt och kunskap om ordens fullständiga mening. Ritualernas innehåll är hemligt för utomstående och innehavare av lägre grader.
De rituella mötena hålls i loger. Övriga möten kan ske var som helst. Religion och politik är totalförbjudna samtalsämnen på Bifrostordens möten, ledamöterna uppmanas att "reda upp sina religiösa och politiska ställningstaganden utanför ordensarbetet". 
Ursprungligen skrevs ordens ritualer av författaren K.G. Ossiannilsson, vilken av stiftarna fick uppdraget att skriva en ritus som skulle med ett starkt inslag av mystik framför allt vara vacker och stämningsfull och med stegrad verkan från grad till grad.

## Grader
Bifrostorden arbetar i tio grader, som var och en belyser ett visst budskap:
- I - Frihetens Grad
- II - Vänskapens Grad
- III - Kunskapens Grad
- IV - Hoppets Grad
- V - Trohetens Grad
- VI - Kärlekens Grad
- VII - Sanningens Grad
- VIII - Skönhetens Grad
- IX - Vishetens Grad
- X - Styrande Viljans Grad[1]

## Representation
Orden har tre nivåer av organisation, som idag skiljer sig från den ursprungliga planen. Alla ledamöter är med i en grundloge, som finns på 32 olika orter i Sverige. Grundlogerna organiseras i fyra Storloger där bröder av Grad VI-X är ledamöter. Slutligen finns en central Riksloge där enbart bröder av Grad X är ledamöter.
Bifrostorden har loger på följande orter:

- 1 St Örjan, Stockholm
- 2 Eyrabro-Havamal, Örebro
- 3 Aroshus, Västerås
- 4 Valhall, Stockholm
- 5 Åsagård, Stockholm
- 7 Junehus, Jönköping
- 8 Manheim, Stockholm
- 9 Carolus, Karlskoga
- 10 Withala, Vetlanda
- 11 Löfstad, Tranås
- 12 Nicopia, Nyköping
- 13 Torkild, Södertälje
- 14 Solheim, Karlstad
- 15 Norheim, Västervik
- 16 Runheim, Järfälla
- 17 Grimner, Oskarshamn
- 18 Mjölner, Eslöv
- 19 Gagnrad, Borlänge
- 20 Vesthav, Göteborg
- 21 Midgård, Linköping
- 22 Righeim, Gävle
- 23 Forsete, Malmö
- 24 Gungner, Borås
- 25 Alvheim, Eskilstuna
- 26 Vanadis, Karlskrona
- 27 Odinsal, Uppsala
- 28 Gondler, Kalmar
- 29 Rosheim, Norrtälje
- 31 Rimfaxe, Helsingborg
- 32 Runrike, Täby
- 33 Danheim, Kristianstad
- 34 Linneus, Växjö